# Changes (сингл Тупака Шакура)
«Changes» — дебютний сингл з компіляції американського репера Тупака Шакура Greatest Hits. Пісня покликається на Партію Чорних Пантер, війну з наркотиками, ставлення поліції до чорних, проблему расизму, труднощі життя в ґето. Г'юї, якого згадує Тупак («two shots in the dark, now Huey's dead») — Г'юї Ньютон, засновник Партії Чорних Пантер. У пісні висловлено малоймовірність мати чорного президента. У 2009 головою США став Барак Обама. В останньому куплеті імітовано пістолет (звуконаслідування «rat-a-tat-tat-tat-tat»).

## Продакшн та запис
Пісню записано під час перебування репера на Interscope у 1992; продюсер: Деон Еванс. Пізніше «Changes» реміксували у 1997–1998. У треці повторно використано рядки з «I Wonder If Heaven Got a Ghetto», яку записали того ж року. У пісні засемпловано хіт 1986 «The Way It Is» Bruce Hornsby and the Range. Приспів «The Way It Is» переспівав Talent.
Приспів оригіналу містить вокальний семпл «It's like that and that's the way it is» з «It's Like That» Run-D.M.C., що також двічі звучить в інтро. У другому — «Dope Dealers, you're as bad as the police» з «Us» Ice Cube. У третьому — «clap your hands and feel it, clap you hands and feel it!» невідомої особи, що грає до кінця треку.

## Семпли
Семпл «The Way It Is» Bruce Hornsby and the Range також використано на «Things'll Never Change» зі студійного альбому E-40 Tha Hall of Game (1996). «Mom Song», пісня Insane Clown Posse до Дня Матері, має інструментал «Changes». Nas засемплував трек у «Black President».

## Відеокліп
Режисер: Кріс Гафнер. Є компіляцією попередніх кліпів репера, домашнього відео та раніше неоприлюднених світлин, що схоже на формат «Dead Wrong» The Notorious B.I.G., який теж вийшов у 1999.

## Відгуки
«Changes» була номінантом на Ґреммі 2000 як «Найкраще сольне реп-виконання» й досі залишається єдиною посмертною піснею у цій категорії в історії премії. Кліп також номінували на MTV Video Music Awards 1999 у категорії «Найкращий монтаж відео» та «Найкраще реп-відео».
 

## Чартові позиції
| Чарт (1999)                               | Найвища позиція |
| ----------------------------------------- | --------------- |
| Австралія (ARIA)                          | 7               |
| Австрія (Ö3 Austria Top 75)               | 6               |
| Бельгія (Ultratop Flanders)               | 2               |
| Бельгія (Ultratop Wallonia)               | 11              |
| Велика Британія (Official Charts Company) | 3               |
| Канада (Canadian Hot 100)                 | 19              |
| Нідерланди (Dutch Top 40)                 | 1               |
| Німеччина (Media Control AG)              | 2               |
| Нова Зеландія (RIANZ)                     | 3               |
| Норвегія (VG-lista)                       | 1               |
| США (Billboard Hot 100)                   | 32              |
| США (Hot R&B/Hip-Hop Songs) (Billboard)   | 12              |
| Франція (SNEP)                            | 39              |
| Швейцарія (Media Control AG)              | 2               |
| Швеція (Sverigetopplistan)                | 3               |

| Чарт (2013)                                   | Найвища позиція |
| --------------------------------------------- | --------------- |
| Велика Британія (The Official Charts Company) | 66              |

## Сертифікації
| Країна          | Сертифікації | Наклад   |
| --------------- | ------------ | -------- |
| Велика Британія | Золотий      | 400 тис. |
| Німеччина       | Золотий      | 200 тис. |
| Нова Зеландія   | Золотий      | 7,5 тис. |
| Швейцарія       | Золотий      | 15 тис.  |
| Швеція          | Золотий      | 20 тис.  |